# DAC
DAC (Diesel Auto Camion) este o marcă de vehicule comerciale produsă de întreprinderea Autocamioane Brașov - Roman S.A., mai târziu integrată în compania Roman S.A. Producția a început în anii 1970, ca o ramură dedicată vehiculelor grele, inclusiv camioane militare și utilaje pentru industria minieră.
Marca a fost recunoscută pentru robustețe și pentru capacitatea de a adapta modele la cerințe variate: camioane rigide, capuri tractoare, camioane militare, basculante miniere, tractoare portuare, cât și autobuze și troleibuze.
Cu toate acestea, marca DAC amintește despre istoria României, cândva populată de triburile dacice, pe când regiunea purta numele de Dacia, în perioada secolelor I î.Hr. – al II-lea d.Hr.

## Moștenire
Camioanele DAC au fost intens utilizate în România și în mai multe țări partenere la export. Modelele militare precum 665 sunt considerate încă fiabile de către colecționari și pasionați, iar DAC 120 DE rămâne unul dintre cele mai mari vehicule produse vreodată în Europa de Est.

## Istorie
Întreprinderea Autocamioane Brașov a fost fondată după Al Doilea Război Mondial pe fundația vechii fabrici producătoare de vehicule ROMLOC construită în 1921. Între 1948-1953, fabrica s-a numit Steagul Roșu. Până în 2000, au fost produse peste 750.000 de vehicule.
Camioanele DAC au aceleași platforme de construcție cu cele Roman, dar n-a fost parte din asocierea din 1971 între producătorul german MAN și Guvernul Român.
Sub marca DAC, compania a produs diferite camioane și vehicule speciale, autobuze și troleibuze, precum și motoare avansate, create de propriul departament de cercetare și dezvoltare.

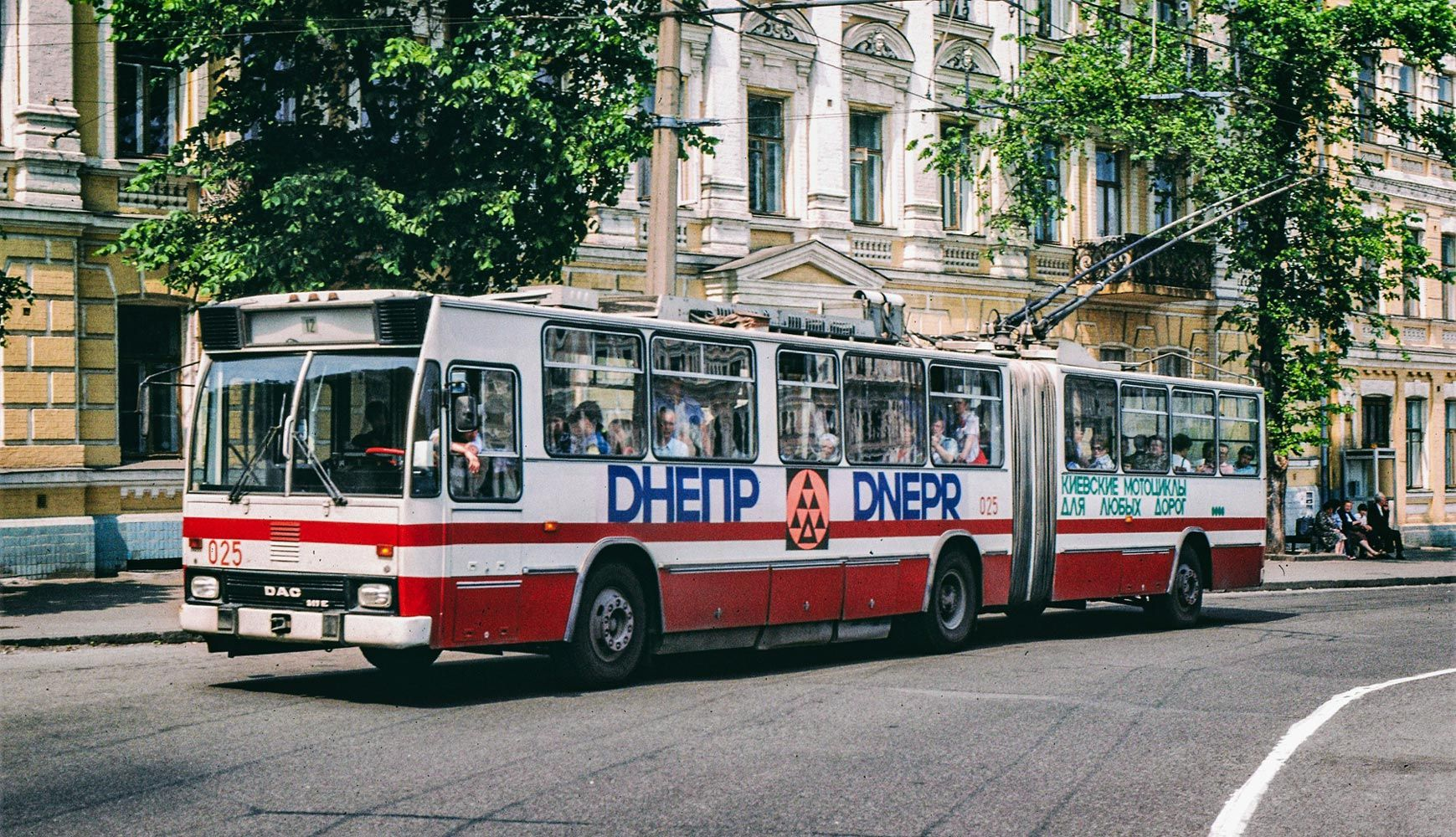
Troleibuz DAC 217E în Kiev, Ucraina

La începutul anilor ’80, compania a dezvoltat propriile motoare diesel cu puteri de 240, 280 și 320 CP, depășind cadrul acordului de licență cu MAN și marcându-le cu o literă suplimentară „R” – „Românesc”. Aceste motoare au fost utilizate pentru camioanele DAC (de la modelele „16.240” la „32.280”). 
În 1984, după ce licența cu MAN a expirat, gama Roman a fost redenumită DAC. 
În 1990, prin decizia guvernului, uzina din Brașov a fost transformată în companie pe acțiuni sub denumirea „Roman S.A.”. Uzina a pierdut piețe importante și a început să echipeze șasiurile vechi cu componente importate, în special motoare diesel care îndeplineau noile cerințe de mediu. 
Camioanele DAC au continuat să fie produse și după 1990, iar compania a realizat chiar și o versiune specială pentru Petrom, cu un design modernizat. În această perioadă, compania a utilizat atât mărcile DAC, cât și Roman, în funcție de cerințele clientului. Cu toate acestea, camioanele erau absolut identice.
După o perioadă îndelungată în care producția sub marca DAC a fost redusă, în anul 2025 aceasta a fost relansată sub formă de vehicule electrice. Noile modele păstrează identitatea vizuală robustă a camioanelor clasice DAC, dar sunt echipate cu propulsie 100% electrică, adaptată cerințelor de transport sustenabil contemporan.

## Seria CN

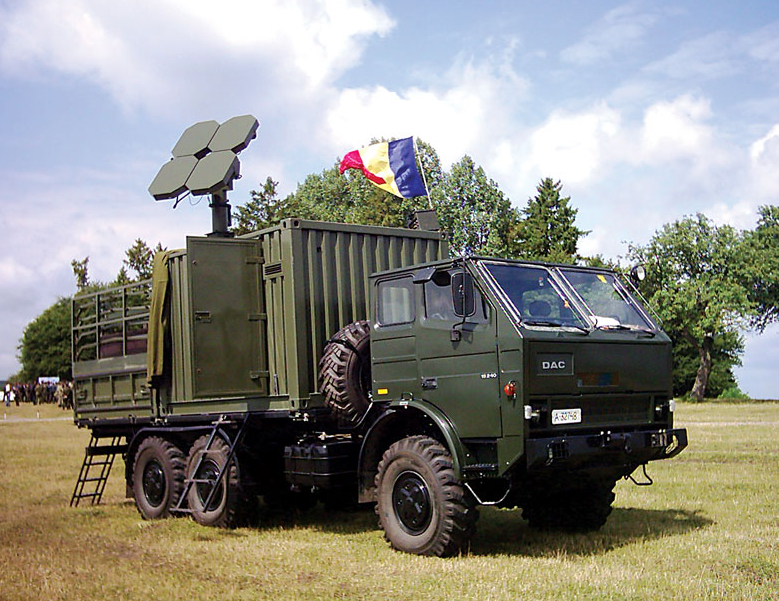
DAC 15.240 DFAEG

Seria CN a fost o dezvoltare internă a AB Brașov disponibilă din 1977. Modelul este disponibil cu tracțiune 4x4, 6x6 și 8x8 și capacitate între 3 și 10 tone. Seria CN au o cabină dreptunghiulară cu uși și panouri laterale striate, fața plată și parbriz prins cu balamale înclinat. 
Vehiculele sunt echipate cu motor diesel MAN D2156 cu 6 cilindri și o transmisie cu 5 sau 6 viteze, carcasă de transfer cu 2 viteze, roți de acționare a axelor planetare, roți cu diferențiale blocabile frâne cu aer duble, virare automată și dispozitive electrice de 24 volți.
DAC 665 reprezintă o familie de autocamioane militare proiectate pentru tracțiune și transport, fabricate de Întreprinderea de Autocamioane Brașov în anii 1980. Aceste vehicule au fost realizate în diverse versiuni și exportate în țări precum Ungaria, Egipt, Irak și Cuba.
Varianta DAC 665 T a fost concepută pentru tractarea pieselor de artilerie și transportul trupelor și materialelor. În schimb, varianta DAC 665 G era utilizată pentru transportul pontoanelor din dotarea parcurilor de poduri ale Armatei Române. Ambele modele erau echipate cu tracțiune integrală 6×6, iar șasiul lor a servit drept bază pentru dezvoltarea mai multor vehicule specializate.

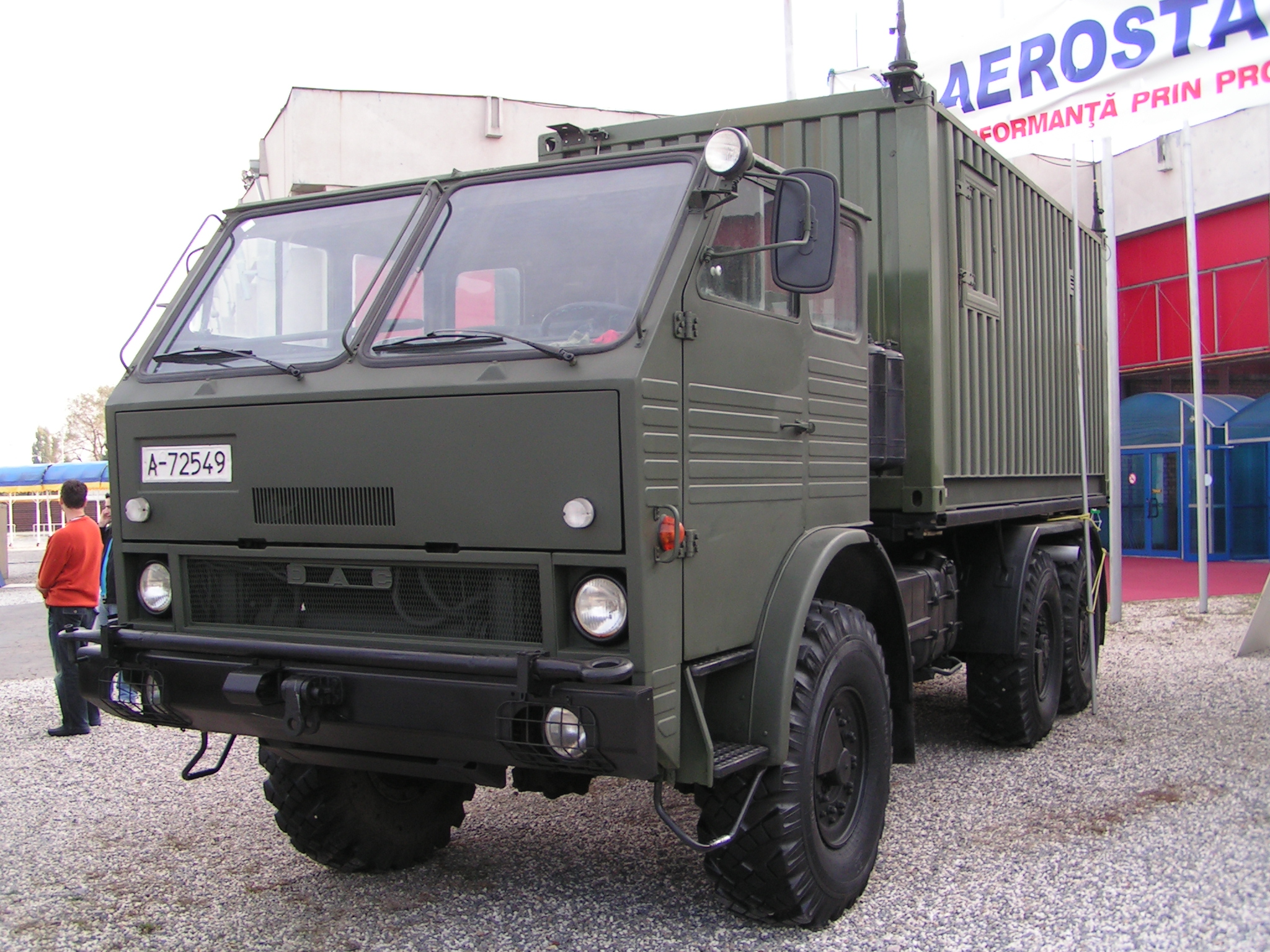
DAC 665 LAROM - Centru de comandă

Modelul DAC 665 T s-a remarcat prin performanțele tehnice ale sistemului său de tracțiune. Echipat cu trei punți, dintre care două pe spate, vehiculul, supranumit „tanchetă”, beneficia de tracțiune integrală, toate cele opt roți fiind motrice.
Dotat cu o cutie de viteze AK 6-80, completată cu reductor, DAC 665 T este considerat unul dintre cele mai bine realizate produse ale uzinei brașovene de-a lungul întregii sale istorii.

## Modele istorice
- DAC 665C - camion 6x6 pentru transport
- DAC 120 DE - autobasculantă diesel-electrică
- DAC 6135
- DAC 117 UD - autobuz articulat produs de Rocar
- DAC 111UD - autobuz rigid produs de Rocar

## Modele reprezentative

### DAC 6135 (1975–1992)
Modelul DAC 6135 a fost produs între 1975 și 1992. Construit pe baza camionului SR 113 Bucegi, era echipat cu motor diesel de proveniență Saviem și cutie manuală în 5 trepte. Au existat versiuni cu tracțiune spate (6135R) și cu tracțiune integrală (6135RA, 6135RAN). Modelul a rămas în fabricație chiar și după apariția succesorului DAC 8135.

### DAC 665 (anii 1980–1990)
Gama DAC 665 a fost dezvoltată la începutul anilor 1980 ca autocamion militar 6×6, utilizat pentru tractarea pieselor de artilerie, transport de trupe și materiale.
Versiunile principale:
DAC 665T – tractor de artilerie;
DAC 665G – utilizat la transport pontoane;
Versiuni civile pentru construcții și exploatări forestiere.
Modelul era echipat cu un motor diesel V8 de 12,4 litri și până la 320 CP. Avea sistem de umflare a anvelopelor în mers, autonomie de 800–1000 km și o viteză maximă de aprox. 85 km/h. Camionul a fost exportat în mai multe țări, inclusiv Egipt, Irak, Ungaria și Cuba.

### DAC 120 DE (1988–1990)
DAC 120 DE a fost un camion minier de mare capacitate, proiectat de Institutul ICPAT Brașov și produs în perioada 1988–1990.
Avea propulsie diesel-electrică: un motor diesel de 65 litri alimenta două motoare electrice montate pe puntea spate, fiecare de 520 CP.
Specificații:
Greutate proprie: 90 t
Capacitate de încărcare: 120 t
Dimensiuni: 10 m lungime, 5,4 m înălțime
Roți cu diametrul de 3,2 m
Viteză maximă: 55 km/h încărcat, 70 km/h gol
Autonomie: până la o săptămână de lucru (rezervoare de 2 × 1600 L)
Au fost produse aproximativ 20 de unități. Cinci au fost exportate în Australia, restul au fost utilizate în România la Roșia Poieni, Mahmudia și la construcția Canalului Dunăre–Marea Neagră.

## Relansarea electrică (2025-prezent)
După aproape două decenii de inactivitate, marca DAC a fost relansată în 2025 de Autovehicule DAC S.A., sub conducerea antreprenorului Sergiu Bolocan, sub forma vehiculelor electrice.

### Portofoliu și segmente
Portofoliul inițial include zece modele împărțite în trei segmente:
1. Transport persoane: autobuze, microbuze și troleibuze electrice pentru transport urban și școlar.
2. Vehicule miniere: basculante electrice de mare capacitate și tractoare portuare.
3. Vehicule urbane și de salubritate: camioane electrice de 7,5 și 18 tone.

Autovehicule DAC S.A. dispune de o hală de producție în cadrul platformei ROMAN din Brașov. În această locație vor fi asamblate kituri CKD: cabina va veni asamblată, iar restul componentelor – șasiul, punțile, arcurile și electronica de putere – vor fi livrate demontate separat. Inițial, camioanele electrice destinate traficului urban vor fi asamblate manual, urmând ca, pe măsură ce comenzile vor crește, să se treacă la producția pe bandă.

### Tehnologie și inovații
Vehiculele electrice DAC folosesc baterii LFP și motoare asincrone simple, cu răcire aer și lichid, pentru fiabilitate pe termen lung și costuri reduse de întreținere. Camioanele urbane de 18 tone au punte motoare spate simetrică, cu două motoare independente, câte unul pe fiecare roată.
Brandul a fost reinterpretat ca „Drive Auto Clean”, păstrând inițialele istorice și legătura cu tradiția românească. Relansarea îmbină valorile istorice — robustețe, simplitate, durabilitate — cu tehnologiile moderne de mobilitate electrică.

### Obiective și planuri
Autovehicule DAC S.A. își propune să vândă până în 2035 peste 30.000 de vehicule electrice, depășind recordul din 1987 al uzinei Autocamioane Brașov. Prioritar este segmentul urban și transportul public, dar compania urmărește și vehicule industriale și miniere, unde electrificarea reduce costurile de exploatare și impactul asupra mediului.
Compania dispune de o rețea de service-uri naționale și planifică extinderea în regiuni noi, asigurând mentenanță pentru toate modelele DAC.